# Gewog di Serthi
Il gewog di Serthi è uno degli undici raggruppamenti di villaggi del distretto di Samdrup Jongkhar, nella regione Orientale, in Bhutan.